# Cerro del Pueblo-formatie

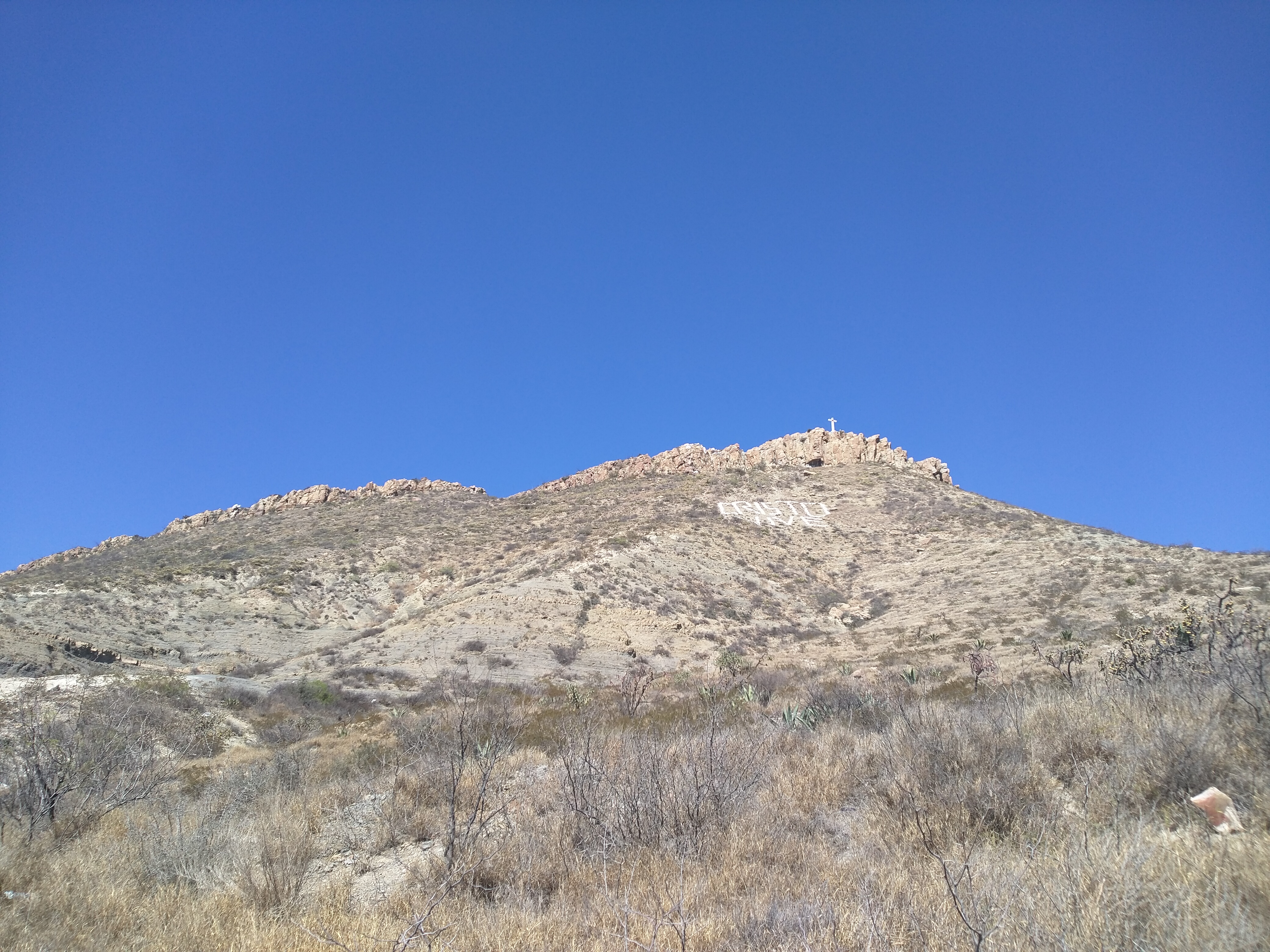
Berg "Cerro del Pueblo"

De  Cerro del Pueblo-formatie is een geologische formatie in de Mexicaanse staat Coahuila de Zaragoza die afzettingen uit het Laat-Krijt omvat.

## Ouderdom en ligging
De Cerro del Pueblo-formatie dateert uit het Laat-Campanien, ongeveer 72,5 miljoen jaar geleden en bestaat uit sedimenten van een voormalige rivierdelta. Deze formatie is afgezet in het zuidelijkste deel van het toenmalige continent Laramidia. In het Laat-Krijt werd Noord-Amerika door de Western Interior Seaway, een zeestraat die de Arctische Oceaan met de Caribische Zee verbond, in twee subcontinenten opgedeeld: Laramidia in het westen en Appalachia in het oosten. 

## Fauna

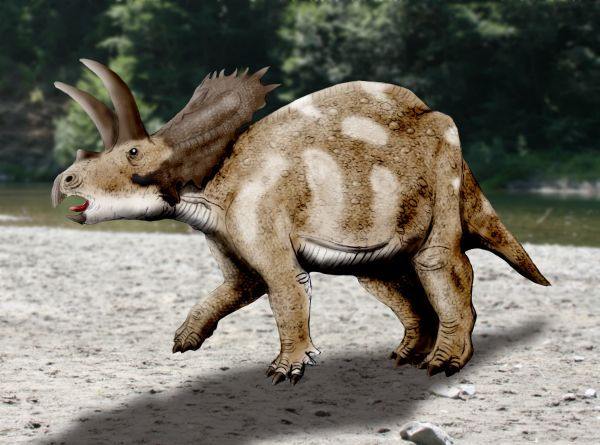
Coahuilaceratops

De Cerro del Pueblo-formatie is de soortenrijkste Mexicaanse formatie uit het Laat-Krijt. Er zijn drie soorten hadrosauriërs (Kritosaurus navajovius, Latirhinus uitstlani en Velafrons coahuilensis) en de ceratopsiër Coahuilaceratops magnacuerna beschreven. De zoogdieren zijn de buideldieren Turgidodon en Pediomys en een multituberculaat. Daarnaast zijn ook fossielen van een tyrannosauriër, een dromaeosauriër, de ornithomimosauriër Paraxenisaurus, Ornithomimidae, een kleine vogel, kleine krokodillen, schildpadden en een plesiosauriër gevonden in de Cerro del Pueblo-formatie.